# Isla Andamán del Medio
Isla Andamán del Medio (en inglés: Middle Andaman Island) es la isla central del archipiélago Gran Andamán, con una superficie total de 1.536 km². La población de Andamán del medio consta de colonos bengalíes, tamiles, y keralitas. La ocupación principal de los habitantes es la agricultura. La isla es también el hogar de muchos de los jarawa.
Su costa se vio inundada por el tsunami como consecuencia del terremoto del 2004 en el Océano Índico (26 de diciembre), aunque el efecto fue mucho menos severo en comparación con otras islas de las Andamán y Nicobar.
Las principales ciudades del Andamán del medio son Rangat, Billiground, Kadamtala, Bakultata y Betapur. Al norte esta la ciudad Mayabunder, aunque geográficamente se encuentra en Andamán del medio, depende administrativamente de Andaman del norte.